# Stenagostus
Stenagostus is een geslacht van kevers uit de familie  
kniptorren (Elateridae).
Het geslacht is voor het eerst wetenschappelijk beschreven in 1859 door Carl Gustaf Thomson.

## Soorten
Het geslacht omvat de volgende soorten:
- Stenagostus laufferi (Reitter, 1904)
- Stenagostus probosus (Buysson, 1901)
- Stenagostus rhombeus (Olivier, 1808)
- Stenagostus rosti (Schwarz, 1897)
- Stenagostus rufus (DeGeer, 1774)
- Stenagostus sardiniensis (Reitter, 1914)
- Stenagostus umbratilis (Lewis, 1894)
- Stenagostus zuercheri (Reitter, 1909)